# Seznam bolnišnic v Sloveniji
Seznam bolnišnic in drugih javnih zdravstvenih ustanov v Sloveniji. 

## Seznam bolnišnic

### Klinični centri
- Univerzitetni klinični center Ljubljana - Ljubljana
- Univerzitetni klinični center Maribor - Maribor

### Splošne bolnišnice
- Splošna bolnišnica Brežice - Brežice
- Splošna bolnišnica Celje - Celje
- Splošna bolnišnica Izola - Izola
- Splošna bolnišnica Jesenice - Jesenice
- Splošna bolnišnica Murska Sobota - Murska Sobota
- Splošna bolnišnica Franca Derganca Nova Gorica - Šempeter pri Gorici
- Splošna bolnišnica Novo mesto - Novo mesto
- Splošna bolnišnica dr. Jožeta Potrča Ptuj - Ptuj
- Splošna bolnišnica Slovenj Gradec - Slovenj Gradec
- Splošna bolnišnica Trbovlje - Trbovlje

### Psihiatrične bolnišnice
- Psihiatrična bolnišnica Begunje - Begunje
- Psihiatrična bolnišnica Idrija - Idrija
- Psihiatrična bolnišnica Ormož - Ormož
- Psihiatrična bolnišnica Vojnik - Vojnik
- Univerzitetna psihiatrična klinika Ljubljana - Polje, Ljubljana

### Specialne bolnišnice
- Bolnišnica za otroke Šentvid pri Stični - Šentvid pri Stični
- Bolnišnica za ginekologijo in porodništvo Kranj, Kranj
- Bolnišnica Topolšica - Topolšica
- Onkološki inštitut Ljubljana - Ljubljana
- Bolnišnica za ženske bolezni in porodništvo Postojna - Postojna
- Ortopedska bolnišnica Valdoltra - Valdoltra
- Univerzitetna klinika za pljučne bolezni in alergijo Golnik - Golnik
- Univerzitetni rehabilitacijski inštitut Republike Slovenije Soča - Ljubljana